# The Doors (album)
| Recensione        | Giudizio         |
| ----------------- | ---------------- |
| AllMusic          |                  |
| OndaRock          | (Pietra Miliare) |
| Piero Scaruffi    | 9/10             |
| Rolling Stone     |                  |
| The Village Voice | B-               |

The Doors è il primo album discografico dei Doors. Considerato uno degli album più influenti del periodo, è stato inserito nella Grammy Hall of Fame così come uno dei brani che contiene, Light My Fire, ed è considerato un disco fondamentale per l'evoluzione del rock psichedelico. Nel 2015 la Library of Congress lo ha selezionato per l'inclusione nel National Recording Registry in base al suo significato culturale, artistico o storico; la rivista Rolling Stone l'ha inserito al 42º posto della sua lista dei 500 migliori album.

## Genesi
La formazione finale della band si concretizzò verso la fine dell'estate del 1965 dopo che i due fratelli di Ray Manzarek, Rick e Jim Manzarek, se ne andarono e si unì Robby Krieger. Krieger, nonostante le solide basi di chitarra classica e trascorsi al pianoforte e alla tromba, suonava la chitarra elettrica solo da sei mesi quando fu invitato a diventare un membro della band. Il gruppo comprendeva anche il batterista influenzato dal jazz John Densmore e Jim Morrison alla voce. La band aveva inizialmente firmato un contratto di sei mesi con la Columbia Records ma ne chiese un'uscita anticipata dopo che la casa discografica non era riuscita a trovare un produttore per l'album e li aveva inseriti in una drop list.
Dopo aver lasciato l'etichetta, i Doors suonarono tra il febbraio e l'agosto del 1966 in due storici club del Sunset Strip, il London Fog e il Whisky a Go Go. Furono individuati dal presidente di Elektra Records Jac Holzman, che era presente su suggerimento del cantante dei Love, Arthur Lee. Nell'estate del 1966 Holzman li firmò per Elektra Records su raccomandazione del produttore Paul Rothchild.

## Registrazione
L'album venne registrato dal produttore Paul A. Rothchild e dall'ingegnere del suono Bruce Botnick ai Sunset Sound Studios di Hollywood, in California, in meno di un mese, tra agosto e settembre 1966. Per la registrazione fu utilizzato un registratore a quattro tracce che ne utilizza principalmente tre: basso e batteria su uno, chitarra e organo su un altro e la voce di Morrison sul terzo. La quarta traccia fu utilizzata per la sovraincisione. Il sessionman Larry Knechtel suonò il basso nel brano Light My Fire per dare un po' di "forza" al suono del basso della tastiera di Manzarek. Per il brano The End, una cruda rilettura di oltre undici minuti del complesso di Edipo, due take vennero montate insieme per ottenere la registrazione finale.

## Composizione

### The End
«Ogni volta che sento ["The End"], significa qualcos'altro per me. All'inizio era una semplice canzone di addio... Probabilmente solo a una ragazza, ma vedo come potrebbe essere un addio a una specie di infanzia. Non lo so davvero. Penso che sia abbastanza complessa ed universale nelle sue immagini da poter quasi essere qualsiasi cosa tu voglia che sia.»
Intervistato da Lizze James, ha sottolineato il significato del verso "La mia unica amica, la fine": «A volte il dolore è troppo da esaminare, o addirittura da tollerare ... Questo non lo rende malvagio, però - o necessariamente pericoloso. Ma le persone temono la morte ancor più del dolore. È strano che temano la morte. La vita fa molto più male della morte. In punto di morte, il dolore è finito. Sì, immagino sia un'amica.»
Il brano è considerato un importante precursore del rock gotico.

### Break on Through (To the Other Side)
Break on Through (To the Other Side) fu pubblicato come primo singolo del gruppo, relativamente senza successo, raggiungendo il numero 104 in Cash Box e il numero 126 in Billboard. La Elektra Records modificò la frase "she gets high", perché poteva sembrare un riferimento alla droga e questo avrebbe scoraggiato la diffusione radiofonica (la maggior parte dei remaster, dal 1999 in poi, hanno ripristinato le parti originali di "Break On Through" e "The End"). La canzone è in 4/4 e ha un ritmo abbastanza veloce, a partire dal groove di batteria in stile bossa nova di Densmore, in cui un ritmo detto "clave" (tipico della musica brasiliana e cubana) viene riprodotto come un clic sul bordo sotto un pattern suonato sul ride. Densmore apprezzava la nuova espressione sonora importata dal Brasile da musicisti come Stan Getz e l'influenza si sente nella formula ritmica del brano. Robby Krieger ha dichiarato di aver preso l'idea per il riff di chitarra dalla versione di Paul Butterfield della canzone "Shake Your Moneymaker" (originariamente del chitarrista blues Elmore James). Nella parte successiva, viene suonato un assolo di organo stravagante e sconnesso, in un modo simile all'introduzione di "What'd I Say" di Ray Charles.

### Light My Fire
Light My Fire è stata composta da Krieger. Il lungo assolo strumentale di organo e chitarra viene considerato tra i primi esempi di rock-jazz/fusion. 
Sebbene la versione dell'album fosse lunga poco più di sette minuti, il pezzo era ampiamente richiesto per la riproduzione radiofonica, quindi fu preparato un versione per la diffusione radiofonica, di durata inferiore a tre minuti e l'intera sezione strumentale rimossa.
L'album contiene anche due cover: "Alabama Song" e "Back Door Man".
"Alabama Song" è stata scritta e composta da Bertolt Brecht e Kurt Weill nel 1927, per la loro opera Aufstieg und Fall der Stadt Mahagonny (Ascesa e caduta della città di Mahagonny). La melodia venne modificata e la strofa che inizia con "Show me the way to the next little dollar" venne omessa. Nella versione dell'album, Morrison modificò la seconda strofa da "Show me the way to the next pretty boy" a "Show me the way to the next little girl", sebbene nella registrazione del 1967, Live at the Matrix, canti il verso originale. Notevole particolarità di questa reintepretazione è l'impiego del marxophone, uno strumento molto affine alla cetra da tavolo.
Il Chicago Blues di "Back Door Man" è stato scritto da Willie Dixon e fu registrato originalmente da Howlin 'Wolf.

## Pubblicazione e riedizioni
The Doors fu pubblicato il 4 gennaio 1967 dalla Elektra Records. Scalò velocemente la Billboard 200, diventando infine un enorme successo negli Stati Uniti una volta che "Light My Fire" ebbe scalato le classifiche, con l'album che raggiunse il numero 2 in classifica nel settembre 1967 (bloccato dietro Sgt. Pepper's Lonely Hearts Club Band) e ottenendo lo status di multi-platino. In Europa, la band avrebbe dovuto aspettare più a lungo per un riconoscimento simile. "Light My Fire" restò inizialmente bloccata al numero 49 nella classifica dei singoli del Regno Unito, mentre l'album non riusciva ad entrare in classifica. Tuttavia, nel 1991, sostenuta dal film di alto profilo di Oliver Stone, The Doors, una ristampa di "Light My Fire" raggiunse il numero 7 nella classifica dei singoli, e l'album raggiunse il numero 43.
L'LP mono (Elektra EKL-4007) ha dei mix unici che suonano diversi dalla versione stereo (EKS-74007). L'LP mono è stato cancellato non molto tempo dopo la sua uscita originale ed è rimasto non disponibile fino al 2010, quando è stato ristampato come un LP audiofilo da 180 grammi in edizione limitata da Rhino Records. Il mix del 40 ° anniversario dell'album di debutto contiene una versione stereo di "Light My Fire" per la prima volta a velocità corretta. In precedenza, solo i singoli originali a 45 RPM ("Light My Fire" e "Break On Through") venivano prodotti alla velocità corretta.
L’album è stato ristampato diverse volte su CD, inclusa una rimasterizzazione del 1999 in "risoluzione avanzata 96/24 bit", un remix per il quarantesimo anniversario nel 2007 ed un nuovo remaster del 2017 in stereo e mono - "50th Anniversary Deluxe Edition". 
L'album è stato ripubblicato nel 2006 in DVD-Audio multicanale  e il 14 settembre 2011 su Super Audio CD ibrido stereo-multicanale dalla Warner Japan nella loro serie Warner Premium Sound. L'album è stato nuovamente rimasterizzato e ristampato il 31 marzo 2017, per celebrare il 50 ° anniversario dell'album. Questa edizione del 50 ° anniversario deluxe contiene il mix stereo originale (incluso "Light My Fire" nella sua velocità originale errata) e il mix mono originale, entrambi disponibili per la prima volta in forma rimasterizzata.

## Critica ed eredità
In una recensione contemporanea per la rivista Crawdaddy!, Paul Williams menzionò The Doors come "un album di grandezza" ed elogiò la band come creatrice di "musica moderna", con la quale i compositori "jazz" e "classici" contemporanei devono cercare di misurarsi. Williams aggiunse: "La nascita del gruppo è in questo album, ed è buono come nessun'altra cosa nel rock. Ciò che impressiona dei Doors è che miglioreranno."
Robert Christgau fu meno entusiasta nella sua colonna per Esquire, raccomandando l'album ma con riserve. Ha approvato l'organo di Manzarek e il canto "flessibile anche se a volte debole" di Morrison, evidenziando la presenza di un "grande originale hard rock" in "Break on Through" e canzoni intelligenti come "Twentieth Century Fox", ma fu più critico verso il " materiale "esoterico" come il "lungo e oscuro canto funebre" di "The End". Ha anche trovato i testi di Morrison spesso autoindulgenti, in particolare versi come "our love becomes a funeral pyre", che a sua detta avrebbe rovinato "Light My Fire", e descrivendo come "the nebulousness that passes for depth among so many lovers of rock poetry" il testo di "The End".
Da allora The Doors è stato spesso etichettato dalla critica come uno dei più grandi album di tutti i tempi; secondo Acclaimed Music, è la 27ª incisione più classificata nella lista di tutti i tempi. Nel 2003, Parke Puterbaugh di Rolling Stone ha definito il disco "il matrimonio di maggior successo tra la poetica rock del quartetto di Los Angeles e l'hard rock dal temperamento classico - un classico impassibile e immacolato". Sean Egan della BBC Music afferma: " il debutto eponimo dei The Doors ha portato la musica popolare in aree precedentemente ritenute impossibili: l'incitamento ad espandere la propria consapevolezza dell'apertura "Break on Through" era solo l'inizio del loro programma incendiario."
Nel 2000, l'album è stato votato numero 46 nella classifica dei 1000 migliori album di tutti i tempi di Colin Larkin. I Doors sono al numero 42 della lista Rolling Stone dei "500 Greatest Albums of All Time". Quando la lista è stata rivista nel 2020, l'album è stato incluso al numero 86. La rivista Q ha classificato l'album al numero 75 nella sua lista dei "100 Greatest Albums Ever" e al numero 226 nella rivista NME "500 Greatest Albums of All Time". Nel 2007, Rolling Stone lo ha incluso nella loro lista di The 40 album essenziali del 1967.

## Tracce
Lato A
Testi e musiche di Jim Morrison, Robby Krieger, Ray Manzarek e John Densmore, eccetto dove indicato.
1. Break on Through (To the Other Side) – 2:25
2. Soul Kitchen – 3:30
3. The Crystal Ship – 2:30
4. Twentieth Century Fox – 2:30
5. Alabama Song (Whisky Bar) – 3:15 (Bertolt Brecht, Kurt Weill)
6. Light My Fire – 7:06

Lato B
Testi e musiche di Jim Morrison, Robby Krieger, Ray Manzarek e John Densmore, eccetto dove indicato.
1. Back Door Man – 3:30 (Chester Burnett, Willie Dixon)
2. I Looked at You – 2:18
3. End of the Night – 2:49
4. Take It as It Comes – 2:13
5. The End – 11:35

### Riedizioni
Edizione CD del 2007 (40º anniversario, riedizione rimasterizzata con bonus), pubblicato dalla Elektra Records (R2 101184)
Testi e musiche di Jim Morrison, Robby Krieger, Ray Manzarek e John Densmore, eccetto dove indicato..
1. Break on Through (To the Other Side) – 2:27
2. Soul Kitchen – 3:32
3. The Crystal Ship – 2:32
4. Twentieth Century Fox – 2:32
5. Alabama Song (Whisky Bar) – 3:17 (Bertolt Brecht, Kurt Weill)
6. Light My Fire – 7:00
7. Back Door Man – 3:34 (Chester Burnett, Willie Dixon)
8. I Looked at You – 2:22
9. End of the Night – 2:50
10. Take It as It Comes – 2:18
11. The End – 11:41
12. Moonlight Drive – 2:43 – Bonus Track - Version 1
13. Moonlight Drive – 2:30 – Bonus Track - Version 2
14. Indian Summer – 2:36 – Bonus Track - 8/19/66 Vocal

#### Edizione CD del 2017 (50º anniversario)

##### Secondo CD/Quarto LP: Original Album Mono Mix)
Testi e musiche di Jim Morrison, Robby Krieger, Ray Manzarek e John Densmore, eccetto dove indicato..
1. Break on Through (To the Other Side) (Mono) – 2:27
2. Soul Kitchen (Mono) – 3:32
3. The Crystal Ship (Mono) – 2:32
4. Twentieth Century Fox (Mono) – 2:32
5. Alabama Song (Whisky Bar) (Mono) – 3:17 (Bertolt Brecht, Kurt Weill)
6. Light My Fire (Mono) – 7:00
7. Back Door Man (Mono) – 3:34 (Chester Burnett, Willie Dixon)
8. I Looked at You (Mono) – 2:22
9. End of the Night (Mono) – 2:50
10. Take It as It Comes (Mono) – 2:18
11. The End (Mono) – 11:41

##### Terzo CD: Live At The Matrix 1967
Testi e musiche di Jim Morrison, Robby Krieger, Ray Manzarek e John Densmore, eccetto dove indicato..
1. Break on Through (To the Other Side) (Live) – 3:35
2. Soul Kitchen (Live) – 4:05
3. The Crystal Ship (Live) – 3:07
4. Twentieth Century Fox (Live) – 2:54
5. Alabama Song (Whisky Bar) (Live) – 4:03 (Bertolt Brecht, Kurt Weill)
6. Light My Fire (Live) – 8:52
7. Back Door Man (Live) – 5:44 (Chester Burnett, Willie Dixon)
8. The End (Live) – 14:14

## Formazione

### The Doors
- Jim Morrison - voce
- Robby Krieger - chitarra, (basso solo su Soul Kitchen e Back Door Man[55]), cori in Alabama Song
- Ray Manzarek - organo Vox Continental, pianoforte In The Crystal Ship, Back Door Man e End of The Night), tastiera, basso, Fender Rhodes (in tutte le canzoni dell'album), marxophone in Alabama Song, cori in Alabama Song e Soul Kitchen
- John Densmore - batteria, percussioni, cori in Alabama Song

### Altri musicisti
- Larry Knechtel (non accreditato) - basso (solo su Twentieth Century Fox, Light My Fire, I Looked At You e Take It As It Comes)

### Produzione
- Paul A. Rothchild – produttore, cori in Alabama Song
- Bruce Botnick – tecnico del suono
- Doug Sax – mastering

## Classifiche
| Classifica (2021) | Posizione massima |
| ----------------- | ----------------- |
| Portogallo        | 2                 |

- Billboard Music Charts (Nord America)

### Album
| Anno | Chart      | Posizione |
| ---- | ---------- | --------- |
| 1967 | Pop Albums | 2         |

### Singoli
| Anno | Singolo                                                 | Chart       | Posizione |
| ---- | ------------------------------------------------------- | ----------- | --------- |
| 1967 | Break on Through (To the Other Side) / End of the Night | Pop Singles | 126       |
| 1967 | Light My Fire / The Crystal Ship                        | Pop Singles | 1         |